# Gundioch
Gundioch (auch Gundowech und Gondioc; † um 473) war König der Burgunden in den Jahren nach der Zerstörung des Burgundenreichs am Rhein durch die Hunnen. Er war vermutlich ein Sohn des Königs Gundahar († 436) und wird von Gregor von Tours als Nachkomme des Terwingenkönigs Athanarich († 381) bezeichnet.
Im Jahr 406 hatten die Burgunden unter ihrem König Gundahar (Gundihar, Guntiar) bei Mainz den Rhein überschritten (siehe Rheinübergang von 406) und sich anschließend mit Genehmigung des römischen Kaisers Honorius am Rhein angesiedelt.
Gundahars gewaltsame Versuche, sein Reich nach Westen (Belgica I) auszudehnen, brachten die Burgunden 30 Jahre später in Konflikt mit den Römern. Im Jahr 435 wurde ein burgundisches Heer von hunnischen Hilfstruppen unter dem römischen Heermeister Aëtius geschlagen und endgültig vernichtet. Dieses Ereignis gilt als der historische Kern des Nibelungenepos.
Gundahar wurde dabei getötet, ebenso wie nach Berichten der Großteil seines Stammes. Ein Teil der Überlebenden unterwarf sich Attila und wurde in Pannonien angesiedelt, die Mehrheit jedoch schloss sich unter ihrem neuen König Gundioch als Auxiliartruppen den Römern an.
Aëtius siedelte sie 443 als Föderaten in der Westschweiz und der Sapaudia (dem heutigen Savoyen) als Puffer gegen die erstarkenden Alamannen an, womit das neue Königreich der Burgunden mit der Hauptstadt Genf entstand. Gundioch kämpfte 451 in der Schlacht auf den Katalaunischen Feldern gegen die Hunnen Attilas und 456 auf Befehl des Kaisers Avitus mit dem Westgotenkönig Theoderich II. gegen die Sueben unter Rechiar in Spanien.
Im Jahr 457 wurde er von den aufständischen Einwohnern Lyons gerufen (im gleichen Jahr wird auch sein Bruder Chilperich I. als König genannt). Unter Bruch des Föderatenverhältnisses übernahm er die Stadt, wurde von Kaiser Majorian vertrieben und unterworfen. Nach dessen Ermordung 461 nahm er – von den heutigen Regionen Savoyen, Südschweiz und Franche-Comté aus – seine Eroberungspolitik wieder auf. 461 machte er Lyon zu seiner neuen Hauptstadt, er bemächtige sich der Provinzen Lugdunensis I (heute Burgund) und Viennensis (Rhônetal, 463). Innenpolitisch regierte er sein vergrößertes Reich, indem er eine strenge Trennung zwischen Burgundern (Militärverwaltung) und Einheimischen (Zivilverwaltung) beachtete.
Der Machtzuwachs führte dazu, dass nach Aëtius’ Tod (454) der neue Machthaber Ricimer seine Schwester mit Gundioch verheiratete, um ein Gleichgewicht der Kräfte in Gallien zu erreichen. Ricimer machte ihn 463 zu seinem Magister militum Galliarum, burgundische Verbände wurden von den Römern in Avignon und Embrun stationiert.
Gundiochs Sohn Gundobad wurde nach Ricimers Tod 472 dessen Nachfolger (ein weiterer Hinweis auf die wachsende strategische Bedeutung des Burgunden), gab diese Position aber wieder auf, als sein Vater um 473 starb, obwohl der überlebende Chilperich I. nun die alleinige Königsgewalt übernahm. Nach Chilperichs Tod ca. 480 kam es der älteren Forschung zufolge zu einer burgundischen Reichsteilung unter Gundiochs vier Söhnen Gundobad, Chilperich II., Godomar I. und Godegisel. In der neueren Forschung wird dies stark bezweifelt, denn es fehlen belastbare Belege; die genauen Todesdaten der Söhne Gundiochs sind auch unklar. Es wird inzwischen davon ausgegangen, dass sowohl Godomar als auch Chilperich II. bereits 476/77 verstorben waren und nur Godegisel und Gundobad sich die Herrschaft teilten.